# Psilogramma ulrichroesleri
Psilogramma ulrichroesleri là một loài bướm đêm thuộc họ Sphingidae. Loài này có ở Papua New Guinea.